# Judgment Day: In Your House
Judgment Day: In Your House foi um evento de luta profissional promovido pela World Wrestling Federation (WWF) em formato pay-per-view. Aconteceu em 18 de outubro de 1998 no Rosemont Horizon em Rosemont, Illinois, sendo patrocinado pelo 10-10-321. Este foi o vigésimo-quinto evento da cronologia do In Your House, o primeiro sob o nome Judgment Day e o décimo pay-per-view de 1998 no calendário da WWF.

## Resultados
| Nº                                          | Resultados | Estipulações | Tempo |
| ------------------------------------------- | --- | --- | ----- |
| Heat                                        | Steve Blackman derrotou Bradshaw                                                                                       | Luta individual | 2:58  |
| Heat                                        | The Oddities (Giant Silva, Kurrgan e Golga) derrotaram Los Boricuas (Jose Estrada, Miguel Pérez, Jr. e Jesus Castillo) | Luta de trios | 2:31  |
| Heat                                        | The Godfather derrotou Faarooq                                                                                         | Luta individual | 1:54  |
| Heat                                        | Scorpio derrotou Jeff Jarrett                                                                                          | Luta individual | 3:41  |
| 1                                           | Al Snow (com Head) derrotou Marc Mero (com Jacqueline)                                                                 | Luta individual | 7:13  |
| 2                                           | L.O.D. 2000 (Hawk, Animal, e Droz) derrotaram os Disciples of Apocalypse (8-Ball, Skull e Paul Ellering)               | Luta de trios | 5:55  |
| 3                                           | Christian (com Gangrel) derrotou Taka Michinoku (c) (com Yamaguchi-san)                                                | Luta individual pelo Campeonato de Pesos-Pesados Leves da WWF                                                                             | 8:34  |
| 4                                           | Goldust derrotou Val Venis (com Terri Runnels)                                                                         | Luta individual | 12:07 |
| 5                                           | X-Pac (com Chyna) derrotou D'Lo Brown (c)                                                                              | Luta individual pelo Campeonato Europeu da WWF                                                                                            | 14:37 |
| 6                                           | The Headbangers (Mosh e Thrasher) derrotaram The New Age Outlaws (Road Dogg e Billy Gunn) (c) desqualificação          | Luta de duplas pelo pelo Campeonato Tag Team da WWF                                                                                       | 14:01 |
| 7                                           | Ken Shamrock (c) derrotou Mankind                                                                                      | Luta individual pelo Campeonato Intercontinental da WWF                                                                                   | 14:36 |
| 8                                           | Mark Henry derrotou The Rock                                                                                           | Luta individual | 5:02  |
| 9                                           | The Undertaker vs. Kane acabou sem vencedor[a]                                                                         | Luta individual pelo vago Campeonato da WWF com Steve Austin como árbitro especial; se Austin não declarasse um vencedor, seria demitido. | 17:41 |
| (c) – Refere-se aos campeões antes da luta. | | |       |

- aUm no-constest quando a luta é interrompida e finalizada. No caso desta luta, Steve Austin, o árbitro, decidiu que ele fosse o novo campeão. Com isso, Vince McMahon despediu-o.